# Sugula (Sicasso)
Sugula é uma vila da comuna rural de Cuoro, na circunscrição de Sicasso, na região de Sicasso no sul do Mali.

## História
Em 1857, o fama Daulá Traoré (r. 1845–1860) do Reino de Quenedugu, após atravessar o rio Banifingue, dirigiu-se a Sugula, onde conheceu o chefe de Cotienebugu em Zeguedugu que informou-o de suas dificuldades com a aldeia de Surunto.